# Cục Giao thông Tōkyō

Biểu trưng Cục Giao thông Tokyo

Cục Giao thông Tōkyō (東京都交通局 (Đông Kinh đô giao thông cục) Tōkyō-to Kōtsū-kyoku), còn được gọi là Toei (都営 (Đô dinh)), là một văn phòng của Chính quyền Tokyo điều hành mọi dịch vụ giao thông công cộng ở Tokyo. Trong số các dịch vụ của cục, Tàu điện ngầm Toei (都営地下鉄, Toei chikatetsu) là một trong hai dịch vụ tạo nên toàn hệ thống Tàu điện ngầm Tokyo, với hệ thống còn lại là Tokyo Metro.

## Các đường sắt nhẹ
Ngoài các tàu điện ngầm, Toei cũng vận hành xe điện mặt đất Tuyến Toden Arakawa, monorail Ueno và hệ thống chuyên chở tự động Nippori-Toneri Liner.

## Các tuyến xe buýt

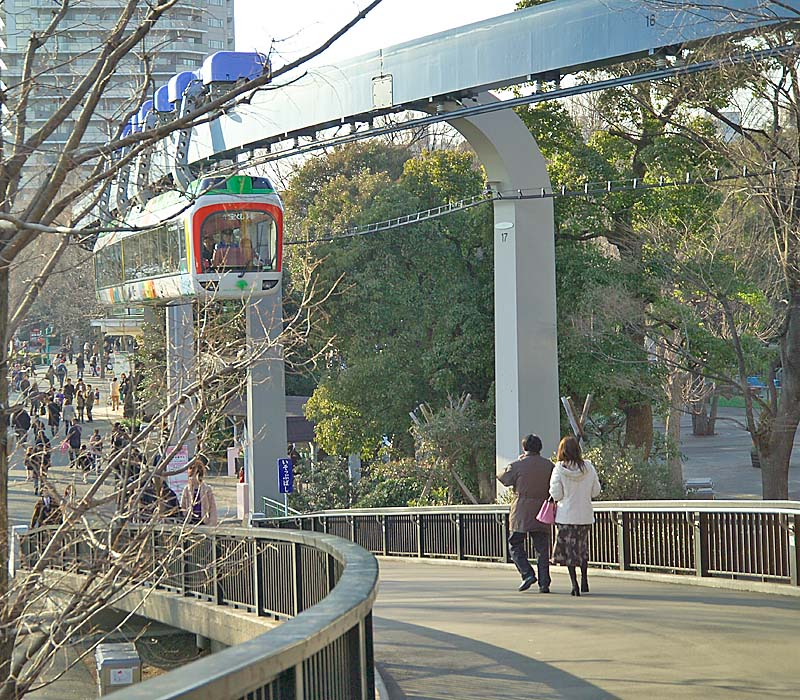
Tàu monorail Ueno chở hành khách trong Vườn thú Ueno.

Toei điều hành dịch vụ xe buýt địa phương ở trung tâm Tokyo, nói chung là để lấp đầy những khoảng trống mà mạng lưới Tàu điện ngầm Tokyo và Tàu điện ngầm Toei chưa giải quyết được.
Hầu hết các tuyến đường được chỉ định bằng một chữ kanji theo sau là số tuyến đường gồm hai chữ số. Chữ đầu tiên chỉ ra ga đường sắt chính nơi tuyến kết thúc: ví dụ: 渋66 (Shibu 66) là một tuyến ngoại ô chạy từ Ga Shibuya. Một số tuyến thay thế chữ đầu bằng chữ cái Latinh, một ví dụ nổi bật là tuyến RH01 giữa khu Roppongi Hills và Shibuya. Nhiều người khác sử dụng một chữ đặc biệt, bắt nguồn từ tuyến đường, chẳng hạn như 虹01 (Niji 01 Hồng 01) đi qua Cầu Rainbow (レインボーブリッジ). Một số tuyến đường xuyên thị trấn bắt đầu bằng ký tự 都 (tức đi đến đô)

## Các dịch vụ khác
Cục Giao thông Tokyo cũng duy trì một mạng lưới cáp quang lớn trong thành phố, cũng như một số máy phát điện.

## Lịch sử

### Thành lập
Thành phố Tokyo đã mua lại nhà điều hành xe điện Công ty Đường sắt Tokyo vào năm 1911, và đặt các tuyến của mình dưới quyền của Cục Điện lực Thành phố Tokyo (東京市電気局, Tokyo-shi Denki Kyoku). Cục Điện lực bắt đầu làm dịch vụ xe buýt vào năm 1924, như một biện pháp khẩn cấp sau khi trận đại động đất Kantō đánh sập hệ thống xe điện trong thành phố. (Cục cũng chịu trách nhiệm cung cấp năng lượng điện cho Tokyo, nhưng dịch vụ này đã được tư nhân hóa vào năm 1942 với tên gọi Điện lực Tokyo).
Năm 1942, chính phủ Nhật Bản buộc một số doanh nghiệp vận tải tư nhân ở Tokyo phải sáp nhập vào Cục Điện lực. Việc này bao gồm cả các tuyến xe buýt của Đường sắt ngầm Tokyo (có Tuyến Ginza vẫn hoạt động độc lập), Đường sắt Điện Keio và Tổng công ty Tōkyū, cũng như Đường xe điện Oji (nhà điều hành Tuyến Arakawa) và một số công ty xe buýt nhỏ khác.
Năm 1943, thành phố Tokyo bị bãi bỏ và hoạt động của Cục Điện lực được chuyển sang Cục Giao thông mới.

### Xe điện bánh hơi
Cục Giao thông vận hành xe điện bánh hơi từ năm 1952 đến năm 1968 trên bốn tuyến đường:
Tuyến 101: Imai - Kameido - Oshiage - Asakusa - Ueno
Tuyến 102: Ikebukuro - Shibuya - Naka-meguro - Gotanda - Shinagawa
Tuyến 103: Ikebukuro - Oji - San'ya - Kameido
Tuyến 104: Ikebukuro - Oji - Asakusa
Tuy nhiên, những chiếc xe điện này tồn tại trong thời gian rất ngắn, phần lớn là do chúng dễ bị tác động bởi thời tiết: trời mưa gây ra quá nhiều vấn đề với dây điện trên cao và tuyết rơi thì buộc phải lắp xích quấn lốp xe để duy trì độ bám đường.